# 记忆T细胞

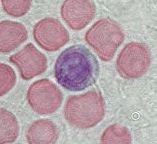
此图中间是一个淋巴细胞

记忆T细胞是一个T淋巴细胞子类，该种细胞曾经遇到过某种特定抗原且产生过反应。这些细胞可识别外来入侵物，比如细菌、病毒、癌细胞等。记忆T细胞的形成通常是因为曾受特定抗原的感染、经历癌症或接种疫苗。当同一个抗原再次进入人体时，记忆T细胞可以更快地产生比首次接触此抗原更强烈的免疫反应。这一行为被用于T细胞增殖化验来验证曾经是否接触过某种抗原。记忆T细胞的形成主要与CD8+细胞的在原初反应中表达CD8αα效应有关，但相关研究还表明某些在原初反应中加入时间较短，同时APCs上的共激分子阻碍了T细胞与某些配基的反应，使某些凋亡信号来不及产生效应细胞的也能逃过死亡成为记忆细胞

## 子类
在所有的记忆T细胞中，至少有三种可以由不同的CCR7趋化因子受体和CD62L蛋白表达加以区别。
- 中央记忆TCM细胞表达CCR7和CD62L蛋白，并分泌白细胞介素-2，但不产生干扰素伽玛和白细胞介素-4。

- 效应记忆TEM细胞不表达CCR7和CD62L蛋白而产生细胞因子，比如干扰素伽玛和白细胞介素-4。

除了以上两种已知行为的记忆T细胞外，还有一种同时表达CCR7、CD62L蛋白、CD27、CD28的记忆T细胞。

## 功能
针对特定抗原的记忆T细胞在TCM和TEM子类中都存在。尽管目前多数信息都是以对细胞毒性T细胞（CD8阳性）的观察得来的，但是相似的性质在辅助型T细胞（CD4阳性）和细胞毒T细胞上都有出现。
TCM细胞被认为与干细胞拥有一些相似的性质。TCM细胞显示出一种自我更新的能力，因为他的一种关键的转录因子STAT5拥有很高的磷酸化成程度。在老鼠身上做的实验发现，TCM细胞相对TEM而言，对病毒、细菌和癌症侵蚀的抵抗能力更强。
有两种与表达合成细胞因子功能的基因的细胞毒T细胞高度相关的效应记忆T细胞：
- 效应记忆T细胞TEM
- RA效应记忆T细胞TEMRA

最近，在老鼠身上已经发现了部分与抗原接触过的CD8阳性T细胞具有明显的自我更新能力。这部分T细胞现在被称为干记忆T细胞（TSCM），可以由CD44低CD62L高CD122高SCA-1高的蛋白表达模式加以鉴别，并可以在不改变自身性质的情况下产生TCM与TEM细胞。临床研究中发现TSCM相对其它种类的记忆T细胞具有更好的抵抗力。该种细胞是否存在于人体内仍在研究当中。
最近的科学研究发现脾脏中的T细胞在迷走神经刺激下可以合成乙酰胆碱。该种方法被认为可能能够减轻巨噬细胞分泌的肿瘤坏死因子所引起的炎症。

## 延伸阅读
- Janeway, Charles. . New York: Garland Science. 2005. ISBN 978-0-443-07310-6.
- Lichtman, Andrew H.; Abbas, Abul K. . Philadelphia: Saunders. 2003. ISBN 0-7216-0008-5.
- T-cell Group - Cardiff University